# Germán Álvarez Algeciras
Germán Álvarez Algeciras y Jimenez – hiszpański malarz, przedstawiciel andaluzyjskiego kostumbryzmu. Był krewnym i dziedzicem Juana Álvareza Mendizábala, ministra ekonomii za panowania królowej regentki Marii Krystyny Sycylijskiej.
Urodził się w Jerez de la Frontera w Andaluzji. Studiował na Akademii Sztuk Pięknych w Kadyksie i prawdopodobnie również w Sewilli. Otrzymał stypendium na studia w Rzymie, gdzie wstąpił do Akademii Chigi. W Rzymie nawiązał kontakt z hiszpańskimi artystami skupionymi wokół Mariano Fortuny. Najważniejszy okazał się dla niego wpływ Luisa Jiméneza y Aranda i José Garcii Ramosa. 
Ożenił się ze swoją kuzynką Encarnación Álvarez Delgado i zamieszkał w jej rodzinnym mieście Jimena de la Frontera, gdzie powstało większość jego dzieł.